# Баранов, Сергей Алексеевич
Сергей Алексеевич Баранов (1869—?) — русский и советский военный  деятель, полковник  (1915). Герой Первой мировой войны.

## Биография
В 1890 году  после окончания Рижского реального училища вступил в службу. В 1893 году после окончания Виленского военного училища по II разряду произведён подпоручики и выпущен в Малоярославский 116-й пехотный полк. В 1898 году произведён в поручики,  в  1902 году в штабс-капитаны.
В 1903 году после окончания Николаевской академии Генерального штаба по I разряду был назначен обер-офицером для поручений при штабе Виленского военного округа. В 1906 году произведён в капитаны, в 1910 году в подполковники.
С 1914 года участник Первой мировой войны, штаб-офицер Лидского 172-го пехотного полка. В 1915 году произведён в полковники, с 1916 года командир Нарымского 468-го пехотного полка. Высочайшим приказом от 29 сентября 1915 года за храбрость награждён Георгиевским оружием :
172-го Лидского пехотного полка, Сергею Баранову за то, что, командуя полком в боях с 31-го мая по 4-е июня 1915 года и лично находясь в боевой линии, стремительной атакой овладел 1-го июня д. Шакалишки, служившей тактическим ключом позиции, а 2-го июня после упорного боя захватил ур. Пале, удержав за собой занятые позиции; при этом взял в плен 2-х офицеров и 91-го нижнего чина
После Октябрьской революции 1917 года служил в РККА, помощник командующего армии и начальник Разведотдела штаба 5-й армии.

## Награды
- Орден Святого Станислава 3-й степени  (ВП 06.04.1898)
- Орден Святого Станислава 2-й степени с мечами (Мечи — ВП 25.10.1916)
- Орден Святой Анны 2-й степени с мечами (Мечи — ВП 07.05.1917)
- Георгиевское оружие (ВП 29.09.1915)
- Орден Святого Владимира 4-й степени с мечами и бантом (ВП 29.03.1916)
- Орден Святого Владимира 3-й степени с мечами (ВП 15.08.1916)